# Chrysotrichia duatali
Chrysotrichia duatali är en nattsländeart som beskrevs av Wells och Malicky 1997. Chrysotrichia duatali ingår i släktet Chrysotrichia och familjen smånattsländor. Inga underarter finns listade i Catalogue of Life.